# Hongxing
För andra betydelser, se Hongxing (olika betydelser).
Hongxing är ett stadsdistrikt i Yichuns stad på prefekturnivå i Heilongjiang-provinsen i nordöstra Kina. Det ligger omkring 340 kilometer nordost om provinshuvudstaden Harbin.